# حراس المجرة 2
حراس المجرة 2 (بالإنجليزية: Guardians of the Galaxy Vol.2)‏ هو فيلم بطل خارق أمريكي من عام 2017 مستوحى من القصص المصورة التي تحمل نفس الاسم من نشر مارفل كومكس. الفيلم من إخراج جيمس غان. من بطولة كريس برات وزوي سالدانا وديف باتيستا وفين ديزل وبرادلي كوبر.

## القصة
يعود فريق حراس المجرة من جديد في مهمة جديدة ضد قوى الشر التي تهدد المجرة من جهة، و(يوندو) الراغب في الانتقام من جهة أخرى، وفي نفس الوقت تتكشف أمام بيتر كويل (كريس برات) خزانة الأسرار الخاصة بمن يكون والده الحقيقي.

## بطولة
- كريس برات بدور بيتر كويل / ستار لورد
- زوي سالدانا بدور غامورا
- ديف باتيستا بدور داركس المدمر
- فين ديزل بدور غرووت
- برادلي كوبر بدور روكيت

## روابط خارجية
- حراس المجرة 2 على موقع IMDb (الإنجليزية)
- حراس المجرة 2 على موقع ميتاكريتيك (الإنجليزية)
- حراس المجرة 2 على موقع روتن توميتوز (الإنجليزية)
- حراس المجرة 2 على موقع نتفليكس (الإنجليزية)
- حراس المجرة 2 على موقع قاعدة بيانات الأفلام العربية
- حراس المجرة 2 على موقع ألو سيني (الفرنسية)
- حراس المجرة 2 على موقع Turner Classic Movies (الإنجليزية)
- حراس المجرة 2 على موقع أول موفي (الإنجليزية)
- حراس المجرة 2 على موقع بوكس أوفيس موجو (الإنجليزية)
- حراس المجرة 2 على موقع فيلمافينيتي (الإسبانية)